# Rondat

Rondat mit anschließendem Sprung auf eine dicke Matte

Der Rondat, auch als Radwende bekannt, ist ein Element im Bodenturnen.
Der Rondat weist viele Ähnlichkeiten zum Radschlag auf, wird aber eingesprungen ausgeführt. Nach einem kurzen Anlauf werden die Hände seitlich auf den Boden aufgesetzt und der Körper in den seitlichen Handstand aufgeschwungen. Seitlich bedeutet dabei eine 3⁄8-Drehung zum Anlauf. Im Handstand sind die Beine geschlossen, der Unterkörper führt eine weitere 1⁄8-Drehung aus. Dann werden die Beine gemeinsam „peitschenartig“ nach unten geführt und der Oberkörper gleichzeitig abgedrückt und aufgerichtet, bis der Stand erreicht ist. Insgesamt hat der Turner damit eine halbe Drehung ausgeführt.
Meistens wird der Rondat als Einleitung zu einem Flickflack geturnt.